# Lomas de Chiapas
Lomas de Chiapas är en ort i Mexiko.   Den ligger i kommunen Tuzantán och delstaten Chiapas, i den sydöstra delen av landet, 900 km sydost om huvudstaden Mexico City. Lomas de Chiapas ligger 84 meter över havet och antalet invånare är 109.
Terrängen runt Lomas de Chiapas är varierad. Runt Lomas de Chiapas är det ganska tätbefolkat, med 207 invånare per kvadratkilometer. Närmaste större samhälle är Huixtla, 2,1 km väster om Lomas de Chiapas. I omgivningarna runt Lomas de Chiapas växer i huvudsak städsegrön lövskog.